# ترزو
ترزو (به اسپانیایی: Trazo) یکی از دهستان‌های اسپانیا است.

## خصوصیات
ترزو ۱۰۱٫۸۲ کیلومترمربع مساحت و ۳٬۶۵۲ نفر جمعیت دارد.